# Ole Fritsen
Ole Fritsen (18. juli 1941 – 11. maj 2008) var en dansk professionel fodboldspiller og træner. Han spillede 6 A-landskampe for Danmark og scorede 3 mål. 
Fritsen var læreruddannet fra Jelling Statsseminarium i 1964 (fra samme årgang som Tommy Troelsen).

## Fodboldkarrieren
Ole Fritsen blev som 6-årig medlem af Brande IF og spillede her, indtil han som 22-årig skiftede til Vejle Boldklub. Efter en række gode sæsoner blev Ole VB's første professionelle spiller i udlandet.
Den 1. januar 1966 tiltrådte Ole Fritsen i den hollandske klub  GVAV Groningen, hvor hans professionelle karriere kom til at vare frem til den 1. juli 1971. I alt blev det til 210 kampe på GVAV Groningens bedste hold og imponerende 150 mål. De to sidste sæsoner var Ole anfører for holdet – det var første gang en udlænding var anfører for et hollandsk hold. 
I 1972 vendte Ole tilbage til Vejle Boldklub og var samme år med til at gøre klubben til  Danske Mestre. Han spillede i alt 183 kampe på VB's bedste hold og scorede 62 mål. 
Ole repræsenterede Vejle Boldklub på det danske  A-landshold seks gange. I de seks kampe scorede han tre mål. Da han spillede som professionel i Groningen, kunne han ikke spille på landsholdet samtidig, da DBU's regelsæt forbød professionelle spillere på landsholdet

## Trænerkarrieren
Efter den aktive karriere blev Ole Fritsen en kendt og respekteret træner. I tre perioder var han cheftræner i Vejle Boldklub. Først i 1981, 1982 og 1983 og anden gang i 1988 og 1989. Hans største triumf som cheftræner i Vejle oplevede Ole i 1981, da VB blev vinder af DBU's landspokalturnering. 
I 1994 påbegyndte Ole Fritsen sin tredje periode i VB, da han afløste Allan Simonsen på posten som cheftræner . 
Efter en tid som ungdomstræner, havde Ole et godt kendskab til talentmassen i klubben, der bl.a. talte Thomas Gravesen, Alex Nørlund, Kaspar Dalgas og Peter Graulund. Ud fra denne viden skabte Ole et hold, der først rykkede op i Superligaen og siden vandt sølvmedaljer og deltog i UEFA Cuppen to gange. For det fornemme arbejde modtog Ole Fritsen i sæsonen 1996/97 prisen som  Årets Træner i Danmark.
Siden blev Ole Fritsen træner i FC Fredericia, og den sidste tid hjalp han sin gamle klub Groningen som talentspejder.

## Mindeord
Ved meddelelsen om Ole Fritsens død d. 11. maj 2008 udtalte Vejle Boldklubs sportschef, Hans Lauge:
| Citat | Med Oles død tager Vejle Boldklub afsked med den måske største talentudvikler i klubbens historie. Et ikon bliver man når det arbejde, man efterlader sig sætter spor lang tid efter. Ole blev et sådant ikon. I VB’s klubhistorie lever utallige fortællinger om Oles viden, indsigt og meriter. I mange år satte han standarden for, hvordan fodbold skulle tænkes i VB. Han var en indadvendt, fodboldkyndig person med en udadvendt spilfilosofi. Han var i stand til at forene sine personlige oplevelser som spiller både i VB og udlandet med det ledelsesmæssige krav, der lå i rollen som cheftræner. I tre perioder var Ole cheftræner, og i mellemfaserne arbejdede han i lange perioder med det, der var hans særlige kunstart: talentudviklingen. Ole tilhører kredsen af de rigtig store trænere, ikke blot i Vejle Boldklub men i hele Danmark. Vi takker Ole for en enestående indsats. Vi har mistet én af klubbens allerstærkeste kulturbærere. Æret være Ole Fritsens minde. | Citat |
|       | |       |